# 1875 في سويسرا
فيما يلي قوائم الأحداث التي وقعت خلال عام 1875 في سويسرا.

## سياسة

### تعيين في المنصب
- 1 يناير – يواكيم هير عضو المجلس الفيدرالي السويسري ‏.

## مواليد

### يناير
- 8 يناير – فرانك إرني ملاكم سويسري.

### فبراير
- 21 فبراير – ألفرد إرنست عالم نبات سويسري.

### مارس
- 14 مارس – باول إيلج كاتب سويسري.

### يوليو
- 26 يوليو – كارل يونغ عالم نفس سويسري.

## وفيات

### يناير
- 14 يناير – يوهان جاكوب مولر (مواليد 1846) فيزيائي سويسري.

### فبراير
- 2 فبراير – أوقست فون باير (مواليد 1803) فنان ألماني.

### مارس
- 5 مارس – جولي فون ماي (مواليد 1808) ناشطة سويسرية.

### مايو
- 21 مايو – جوليس مارتن (مواليد 1824) سياسي سويسري.

### نوفمبر
- 7 نوفمبر – منزينجر باشا (مواليد 1832)

### ديسمبر
- 30 ديسمبر – جاكوب فراي (مواليد 1824) كاتب سويسري.